# Aurélien Comte
Pas d'image ? Cliquez ici
 Aurélien Comte, né le 11 septembre 1988 à Paris, est un pilote automobile français. Vainqueur du TCR Europe Trophy en 2017, il remporte notamment une victoire en Coupe du monde des voitures de tourisme (WTCR) en 2018.

## Biographie

### Jeunesse et karting (1988-2006)
Né le 11 septembre 1988 à Paris, Aurélien Comte grandit à Bordeaux (Gironde) après y avoir déménagé avec sa famille dans les années 1990. Il passe son enfance dans le monde de l'automobile grâce à sa mère Valérie, et son père Alain, pilote et préparateur de voitures Ford de compétition dans les années 1980 et 1990.
Amateur de judo et de motocross, Aurélien Comte se blesse lors d'une course et arrête le motocross. Il essaye un karting de location à 14 ans à Royan, et bat le record de la piste très rapidement. Ses parents, malgré leur conscience des risques relatifs à ce sport, décident de le soutenir et de l'inscrire à des compétitions de karting. Il remporte son premier titre en karting dès sa première saison, en championnat national et en Ligue Aquitaine, en 2003. Il remporte ensuite le trophée Kart Mag National 100 en 2005, ce qui lui permet de devenir pilote officiel pour Alpha Karting et de faire une saison en Championnat de France Élite Karting.

### Formules de promotion (2005-2012)
En parallèle à son programme en karting, Aurélien Comte débute en formules de promotion en 2005 avec le Championnat Peugeot 206 Sprint en 2005, à l'âge de 16 ans, où il obtient son premier podium.
L'année suivante, il y décroche 4 pole positions et 2 victoires au général. Cette même année, il finit deuxième aux World Series by Renault Clio Cup au Mans. Sa saison 2007 est ponctuée d'un titre honorifique de vice-champion de France en Clio Cup Junior. Il termine ensuite quatrième du championnat Clio Cup France en 2008. Cette même année, il remporte la Coupe 207 Relais.
De 2010 à 2012, Aurélien Comte dispute le championnat de France SEAT León Supercopa, avec une troisième place au classement général lors de sa troisième saison dans le championnat.

### ETCC Catégorie Sigle Make (2013)
Pour la saison 2013, Aurélien Comte dispute la saison 2013 de la Coupe d'Europe des voitures de tourisme (ETCC), en catégorie Single Make, de nouveau au volant d'une SEAT León Supercopa. Il termine vice-champion, derrière le norvégien Stian Paulsen. 

### Retour en Formules de Promotion Peugeot (2014-2015)
En 2014, alors qu'il estime que sa carrière « stagne », Aurélien Comte décide d'intégrer le championnat de France RCZ Racing Cup. Il s'adjuge le titre dès sa première saison, en sécurisant son titre lors du meeting de Nogaro. Il récidive en 2015, s'adjugeant à la fois le titre de champion de France RCZ Racing Cup, et le titre de champion de France RCZ Proto Spider Cup. 

### Pilote officiel Peugeot Sport et championnats TCR (2016-2017)
En 2016, Aurélien Comte devient pilote officiel Peugeot Sport. 
Après une première participation au championnat TCR Benelux lors du dernier meeting de la saison 2016, disputé sur le circuit Jules Tacheny aux côtés du pilote belge Frédéric Bouvy, où il s'adjuge notamment 2 deuxièmes places, Aurélien Comte s'aligne sur l'intégralité du championnat pour la saison 2017. 
Il partage le volant d'une Peugeot 308 Cup aux côtés du pilote néerlandais Kevin Abbring. Ils terminent quatrièmes du championnat, avec 8 podiums et 2 victoires pour le pilote français. C'est également lui qui permet à la Peugeot 308 de remporter sa première victoire dans la catégorie TCR, lors de la troisième course disputée lors du meeting de Zolder.
À la fin du mois d'octobre 2017, toujours au volant de la 308 Cup, il dispute le TCR Europe Trophy, disputé sur le circuit l'Adria International Raceway, qu'il remporte.
Il participe également au dernier meeting de la saison 2017 du championnat TCR International Series à Dubaï, au volant d'une Opel Astra TCR du team belge DG Sport, en remplacement de Grégoire Demoustier. 
Il est contraint à l'abandon lors de la première course du week-end, puis termine seizième de la seconde manche. 

### WTCR (2018)
Aurélien Comte dispute la saison 2018 de la nouvelle Coupe du monde des voitures de tourisme (WTCR), issue de la fusion du WTCC et du championnat TCR International Series : il est aligné aux côtés du pilote slovaque Maťo Homola au sein du team DG Sport, au volant de la nouvelle Peugeot 308 TCR, avec le soutien de Motul,. Il choisit le no 7.  
Régulièrement en lutte pour les places d'honneur, le pilote français obtient 6 podiums, ainsi qu'une pole position sur le circuit de Suzuka, et une victoire lors de la deuxième course du meeting de Zandvoort. 
Il termine onzième au général avec 191 points, derrière son compatriote Yann Ehrlacher.

### TCR Europe (depuis 2019)
Malgré des résultats encourageants lors de la saison 2018, Aurélien Comte ne peut rempiler pour la saison 2019 du WTCR, DG Sport se retirant de la compétition internationale. Toujours en collaboration avec l'équipe belge et avec une Peugeot 308 TCR, il s'aligne sur le championnat TCR Europe.
Il termine septième au général avec 197 points et 2 podiums à Hockenheim et à Monza. 
Associé à Teddy Clairet et Julien Briché, il termine deuxième de l'épreuve TCR 500 Spa, au volant d'une Peugeot 308 TCR soutenue par Peugeot Sport.

## Résultats

### Palmarès

#### Titres en karting
| Saison | Titre                         | Discipline |
| ------ | ----------------------------- | ---------- |
| 2005   | Trophée Kart Mag National 100 | Karting    |

#### Titres en sport automobile
| Saison | Titre                                    | Voiture         |
| ------ | ---------------------------------------- | --------------- |
| 2014   | Champion de France RCZ Racing Cup        | Peugeot RCZ     |
| 2015   | Champion de France RCZ Racing Cup        | Peugeot RCZ     |
| 2015   | Champion de France RCZ Proto Spider Cup. | Peugeot RCZ     |
| 2017   | TCR Europe Trophy                        | Peugeot 308 Cup |

### Résultats en TCR Benelux
| Année | Écurie   | Départs | Victoires | Podiums | Points | Classement |
| ----- | -------- | ------- | --------- | ------- | ------ | ---------- |
| 2016  | DG Sport | 2       | 0         | 2       | 62     | 20e        |
| 2017  | DG Sport | 12      | 2         | 8       | 375    | 4e         |

### Résultats en WTCR
| Année | Écurie   | Départs | Victoires | Podiums | Points | Classement |
| ----- | -------- | ------- | --------- | ------- | ------ | ---------- |
| 2018  | DG Sport | 30      | 1         | 6       | 191    | 11e        |

### Résultats en TCR Europe
| Année | Écurie   | Départs | Victoires | Podiums | Points | Classement |
| ----- | -------- | ------- | --------- | ------- | ------ | ---------- |
| 2019  | DG Sport | 14      | 0         | 2       | 197    | 7e         |